# ISO 3166-2:AM
ISO 3166-2:AM – Kody ISO 3166-2 dla Armenii.
Kody ISO 3166-2 to część standardu ISO 3166 publikowanego przez Międzynarodowa Organizację Normalizacyjną. Kody te są przypisywane głównym jednostkom podziału administracyjnego, takim jak np. województwa czy stany, każdego kraju posiadające kod w standardzie ISO 3166-1.

## Kody ISO
| AM-AG | Aragac̣otn    |
| AM-AR | Ararat       |
| AM-AV | Armavir      |
| AM-ER | Erevan       |
| AM-GR | Geġark'unik' |
| AM-KT | Kotayk'      |
| AM-LO | Loṙy         |
| AM-SH | Širak        |
| AM-SU | Syunik'      |
| AM-TV | Tavuš        |
| AM-VD | Vayoc Jor    |